# La Sagrada Familia y la familia de San Juan Bautista

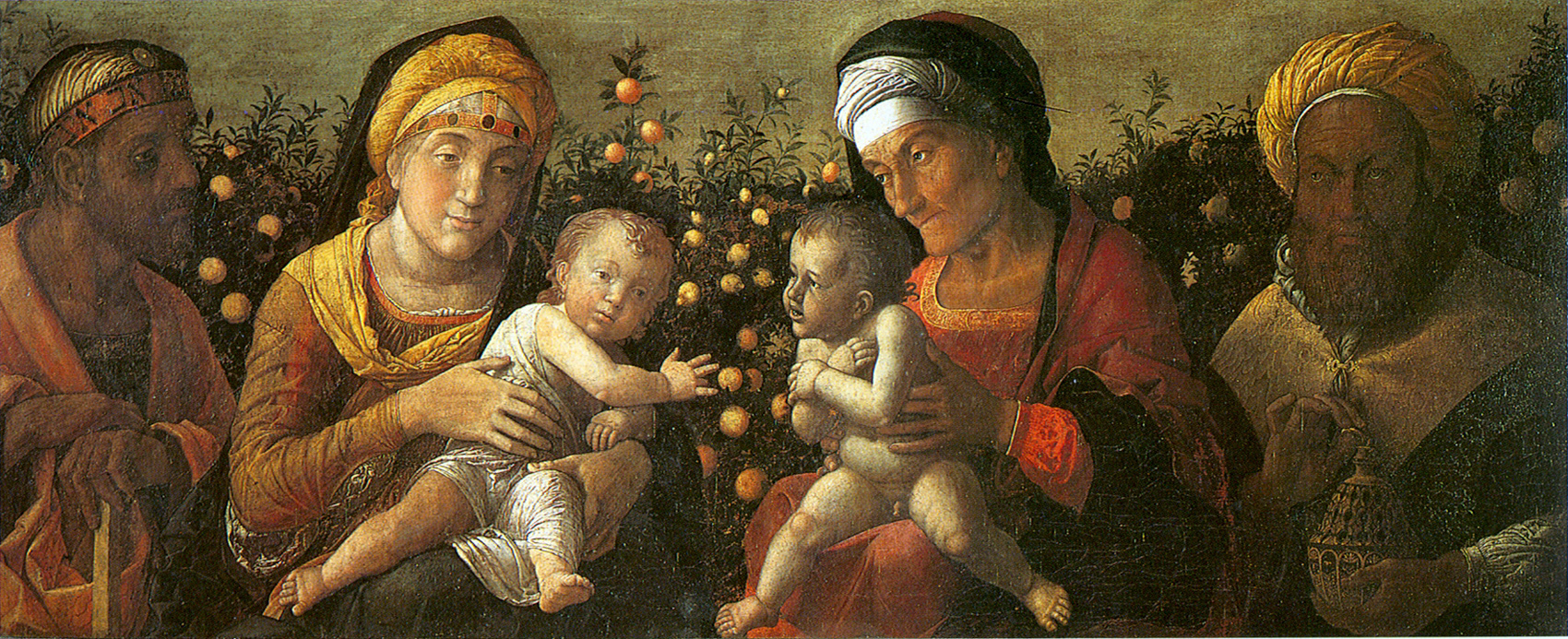
Sagrada Familia con la familia de Juan Bautista, Andrea Mantegna.

La Sagrada Familia y la Familia de San Juan el Bautista es un temple sobre lienzo y dorado, midiendo 40 por 169 cm y datando alrededor de 1504-1506. Fue pintado por Andrea Mantegna y es mencionado por su segundo hijo Francesco como todavía en el estudio de Andrea a su muerte en 1506. Según el deseo del artista, tanto este como el Bautismo de Cristo fueron colocados en su capilla funeraria en la Basílica de San Andrés, en Mantua, donde todavía cuelgan. La elección del tema se vincula a la dedicación de la capilla a Juan el Bautista.
El lienzo tiene una forma muy apaisada, por lo que las figuras se disponen como un relieve. A la izquierda está José, la Virgen María y Cristo Niño y a la derecha el niño Juan el Bautista con sus santos padres Isabel y Zacarías, que sostiene una ampolla de metal, posiblemente un incensario. El fondo muestra un seto con limones, como también se ve en otro trabajo del mismo artista, la Madonna Trivulzio (1497), en alusión al Paraíso. Los niños se relacionan ante la atenta mirada de sus madres, en cuyos ojos se percibe cierta tristeza, insinuando su futuro de sacrificio y muerte prematura, mientras José y Zacarías quedan en penumbra. Las figuras visten ropas de reminiscencias orientales, quizás buscando cierto exotismo. La expresividad de los niños centra el cuadro y otorga sensación de movimiento a un conjunto de acentuado estatismo.